# Megkutyulva
A Megkutyulva (eredeti cím: Zapped) 2014-es amerikai filmvígjáték, amelyet Peter DeLuise rendezett. A főbb szerepekben Zendaya, Chanelle Peloso, Spencer Boldman, Emilia McCarthy és Adam DiMarco látható.
Az Amerikai Egyesült Államokban 2014. június 27-én mutatták be a Disney Channel-en, melyet 5,7 millió néző kísért figyelemmel. Magyarországi premierje 2014. szeptember 21-én, 11:00-kor volt a Disney csatornán.

## Cselekmény
Zoey Stevens egy átlagos 16 éves lány, akinek az édesanyja épp most ment újra férjhez. Új mostohaapjához és három mostohatestvéréhez költöznek. Zoey mostohatestvére, Adam mindig rohan, mivel ő a kosárlabdacsapat kapitánya; a legkisebb, Ben, mindig koszos; Zach, a középső gyerek szokása, hogy undorító ételkreációkat készít, az apjuk, Ted pedig a kosárlabdacsapat edzője, és mindig hangoskodik. Amikor Zoey az új családjával töltött katasztrofális első reggel után megérkezik a gimnáziumba, Adam hamar magára hagyja, ő pedig valószínűtlen barátságot köt egy kedves diáklánnyal, Rachellel. Rachel véletlenül az iskola rossz oldalára vezeti Zoey-t, és a lány besétál egy természettudományos órára. Jackson Kale a megfelelő terembe kíséri, és Taylor Dean vigyáz rá. Később megérkezik a táncpróbára, de megtudja, hogy a cipőjét elrontották az új testvérei. Zoey megpróbálja eltáncolni a saját táncát a próbán, ami tovább bosszantja Taylort. A cipője miatt elesik, és mind Zoey-t, mind Rachelt száműzik a junior egyetemi csapatba. Zoey hazamegy, és megtudja, hogy a család kutyája, Humphrey tönkretette a szobáját. Bosszúból letölt egy kutyakiképző alkalmazást a telefonjára, amely arra kényszeríti Humphrey-t, hogy egy parancsra és egy gombnyomásra engedelmeskedjen neki. Humphrey-nak nem tetszik az alkalmazás, megragadja a telefonját, és az beleesik egy vízzel teli kádba. Ben próbál segíteni Zoey-nak kirázni a vizet a telefonból, de véletlenül kidobja az ablakon, a telefon pedig lecsúszik egy napelemről, és Humphrey etetőtáljában landol. Zoey anyukája a telefon alsó részét egy tál rizsbe teszi, és megnyugtatja a lányát, hogy minden rendben lesz.
Másnap reggel úgy tűnik, hogy a telefon ismét működik. Megpróbálja használni az alkalmazást Humphrey-n, de ideges lesz, amikor nem működik. Meglepődve látja azonban, hogy az alkalmazás most már a fiúkon is működik. Zoey a testvérein és a mostohaapján használja az alkalmazást, amitől csendesebbek, koncentráltabbak, tisztábbak és egészségesebbek lesznek. Az applikációt arra is használja, hogy javítson az iskolájában lévő fiúk viselkedésén.
Később aznap Zoey megérkezik a táncpróbára, és megválasztják tánckapitánynak. A csoportja azonban borzalmasan táncol. Zoey az alkalmazás erejét használja a csapatán, és onnantól kezdve elképesztően jól táncolnak. Elmegy az igazgatóhoz, és táncversenyt javasol a junior és az egyetemi csapat között. Az igazgató a közelgő kosárlabda-bajnokság estéjére tűzi ki a táncversenyt.
Úgy tűnik, hogy az alkalmazásnak köszönhetően minden jobbra fordul. Azonban ahogy telik az idő, Zoey látja, hogy a fiúk egyre élettelenebbek lesznek, miután arra kényszeríti őket, amit ő akar. Zoey megpróbálja új parancsokkal visszafordítani az utasításait, de a táncpróbán Taylor kigúnyolja a J.V. csapat élettelen és robotszerű táncát. Zoey dühös, és az applikáció segítségével elrontja az egyetemi csapat táncpróbáját. Amikor Jackson besétál, és látja, hogy Zoey kiállítja Taylort, elmegy. Zoey utána megy, és (véletlenül) az alkalmazással ráveszi, hogy megcsókolja. Jackson összezavarodik és elsétál. Zoey visszatér a csapathoz, és úgy dönt, hogy befejezi az edzést. A mosdóban Taylor ellopja a telefont, miközben Zoey megmossa az arcát.
Zoey és Rachel Zoey házában beszélgetnek arról, hogyan lehetne visszafordítani az alkalmazás hatásait, amikor megtudják, hogy Adam kosárlabda meccsére főiskolai megfigyelők jönnek. A helyzetet tovább súlyosbítja, hogy rájönnek, hogy a telefon eltűnt. Eközben Taylor azzal van elfoglalva, hogy rájöjjön, hogyan irányítja Zoey a fiúkat. Éppen a kosárlabda meccs kezdete előtt Taylor besétál, és minden férfit irányít a teremben. Zoey közbelép (és egyenként a család többi tagja is csatlakozik hozzá), és meggyőzi Taylort, hogy inkább rajta használja. Rachelnek sikerül megküzdenie Taylorral, és a játék elkezdődik. Zoey rájön, hogyan lehet visszafordítani az alkalmazás hatását a „Release” (=elenged) szóval, összetöri a telefonját és kidobja, Taylor legnagyobb megdöbbenésére. Elkezdődik a kosárlabda meccs, és Adam csapata nyer. A táncversenyen a J.V. csapata a saját egyedi táncukkal tud nyerni. A film végén Zoey és Jackson randiznak, Zoey és a mostoha családja pedig végre alkalmazkodnak egymáshoz.
A stáblista utáni jelenetben két diák, akik büntetésben vannak, megtalálja a telefont, bekapcsolja, és az alkalmazás elindul.

## Szereplők
| Szereplő           | Színész            | Magyar hang |
| ------------------ | ------------------ | --- |
| Zoey Stevens       | Zendaya            | Csuha Bori |
| Rachel Todds       | Chanelle Peloso    | Andrusko Marcella |
| Jackson Kale       | Spencer Boldman    | Szatory Dávid |
| Taylor Dean        | Emilia McCarthy    | Kardos Eszter |
| Adam Thompson      | Adam DiMarco       | Jéger Zsombor |
| Ben Thompson       | William Ainscough  | Pál Dániel Máté |
| Ted Thompson       | Aleks Paunovic     | Forgács Péter |
| Jeannie Stevens    | Lucia Walters      | Antal Olga |
| Tripp              | Jedidiah Goodacre  | Előd Álmos |
| Yuki               | Louriza Tronco     | Kántor Kitty |
| Zach Thompson      | Conner Cowie       | Straub Norbert |
| Charlie            | Samuel Patrick Chu | Penke Bence |
| Munford igazgatónő | Christine Willes   | Ősi Ildikó |
| Diákbemondó        | Garry Garneau      | Markovics Tamás |
| További szereplők  | –                  | Bor László Fehérváry Márton Juhász Levente Ladányi Bálint Laurinyecz Réka Lipcsey Borbála Mohácsi Nóra Németh Attila István Novkov Máté Pupos Tímea Sánta László Sipos Eszter Anna Szabó Andor Vámos Mónika |

## Filmzene
| Cím                | Előadó           |
| ------------------ | ---------------- |
| "Too Much"         | Zendaya          |
| "Go For It"        | Renald Francoeur |
| "The Way You Move" | Renald Francoeur |

## Premierek
| Ország                    | Dátum                                                             |
| ------------------------- | ----------------------------------------------------------------- |
| Amerikai Egyesült Államok | 2014. június 23. (Internet) 2014. június 27. (Disney Channel USA) |
| Kanada                    | 2014. június 27. (Family Channel)                                 |
| Egyesült Királyság        | 2014. július 18. (Disney Channel UK és Írország)                  |
| Írország                  | 2014. július 18. (Disney Channel UK és Írország)                  |
| Spanyolország             | 2014. szeptember 14.                                              |
| Lengyelország             | 2014. szeptember 20.                                              |
| Magyarország              | 2014. szeptember 21. (Disney Channel)                             |
| Ausztrália                | 2014. szeptember 27. (Disney Channel Ausztrália)                  |
| Új-Zéland                 | 2014. szeptember 27. (Disney Channel Ausztrália)                  |
| Németország               | 2014. november 8.                                                 |

## Fordítás
- Ez a szócikk részben vagy egészben  a   Zapped (2014 film) című angol Wikipédia-szócikk fordításán alapul.  Az eredeti cikk szerkesztőit annak laptörténete sorolja fel. Ez a jelzés csupán a megfogalmazás eredetét és a szerzői jogokat jelzi, nem szolgál a cikkben szereplő információk forrásmegjelöléseként.